# Cleptometopus camuripes
Cleptometopus camuripes là một loài bọ cánh cứng trong họ Cerambycidae.